# Bintang
Bintang és una marca de cervesa d'Indonèsia produïda per PT Multi Bintang Indonesia Tbk com a part del grup empresarial Heineken. La cervesa més popular és de tipus lager de color daurat amb una temperatura ideal de servei de 7 °C.

## Història
La cerveseria es va fundar a la ciutat de Surabaya el 1929 durant el domini colonial neerlandès. El 1949, després de la Guerra de la independència d'Indonèsia, la fàbrica va ser rebatejada com a Heineken's Indonesian Brewery Company. El 1957 el govern d'Indonèsia es va apropiar de la fàbrica de cervesa i va mantenir el control durant els deu anys següents. El 1967 Heineken va reprendre les operacions de la cerveseria, que més tard va ser rebatejada com a Multi Bintang Indonesia.
El 2011, Bintang va guanyar una medalla d'or per a Lager (classe 2) i Champion Beer per a la categoria de lager als Brewing Industry International Awards de 2011 a Londres.